# Barbie - L'accademia per principesse
Barbie - L'accademia per principesse (Barbie: Princess Charm School) è un film d'animazione in computer grafica del 2011 diretto da Zeke Norton, e distribuito direttamente per il mercato home video. È il ventesimo film di Barbie. In Italia il film ha avuto la sua prima visione televisiva il 26 novembre 2011 su Italia 1.

## Trama
Blair Willows è la giovane cameriera di un bar nel regno di Gardenia. Un giorno, scopre che sua sorella minore Emily l'ha iscritta a una lotteria la cui vincitrice frequenterà un'accademia per principesse grazie a una borsa di studio per diventare lady reale (ossia una dama di compagnia). La pretendente al trono Delancy Devin sorteggia la vincitrice, che risulta essere proprio Blair.
La ragazza viene quindi condotta dalla guardia Brock all'accademia, dove viene riconosciuta da un golden retriever di nome Prince. Qui incontra Alexandra Privet, la severa ma gentile direttrice, che mostra a Blair parte della scuola e che le affida la fatina Grace (ogni studentessa ha una fatina, come assistente personale) per condurla nella sua stanza; qui incontra le sue nuove compagne: Hadley, molto sportiva, e Isla, appassionata di musica. Poco dopo le ragazze vengono radunate nel giardino per assistere al discorso di apertura dell'anno scolastico da parte di Dama Devin, l'insegnante della scuola (in passato anche lei aspirante lady reale, ma non venne scelta né dalla regina Isabella né dalle altre principesse); nei giorni seguenti la donna si comporta molto scortesemente con Blair, e anche sua figlia Delancy non sembra averla in simpatia. Le uniche amiche che ha sono le sue compagne di stanza.
L'anno passa e la signorina Privet aiuta Blair a migliorare, a concentrarsi e ad avere fiducia in sé stessa. A non molta distanza dall'incoronazione che avrà luogo il 10 giugno, si tiene la lezione di buone maniere a tavola; le allieve hanno a disposizione parte del tempo per visitare il castello. Nella galleria di corte, Hadley e Isla osservano i ritratti di famiglia (che includono Prince da cucciolo) e notano una certa somiglianza tra Blair e la giovane regina Isabella; lei e il marito morirono in un incidente stradale con la figlia, la principessa Sofia. Iniziano ad avere dei sospetti che diventano certezza quando Blair rivela alle amiche di essere stata adottata, quando aveva solo un anno, il 26 aprile di diciassette anni prima, data dell'incidente; Delancy ascolta di nascosto la loro conversazione e ne rimane turbata. A pranzo, nel tentativo di sabotare ulteriormente Blair, Dame Devin annuncia un progetto che prevede la demolizione dei quartieri più poveri (compreso quello in cui vive la famiglia di Blair) per sostituirli con dei parchi, lasciandola nel totale sconforto.
Per dimostrare le loro convinzioni, le amiche decidono di recuperare la corona magica di Gardenia (che si dice brilli quando viene indossata dall'erede legittimo), custodita nel caveau del palazzo, quella notte stessa. Dama Devin inizia a sospettare, e tenta di tutto per tenere le ragazze occupate per tutta la notte: le incastra incolpandole perfino di averle rubato alcuni gioielli. Le alunne resteranno in reclusione fino a quando Delancy, pentita del suo comportamento e avendo capito che Blair è in realtà sua cugina Sofia, fa fuggire le ragazze e le aiuta nel recupero della corona; una volta arrivate, però, Dama Devin le scopre e le rinchiude nel caveau.
Tuttavia, grazie all'ingegno musicale di Isla, Blair e le altre riescono ad uscire, tentando di raggiungere in tempo la sala della cerimonia. Delancy sta per essere incoronata principessa e tenta di prendere tempo, fiduciosa nelle amiche; quando la corona si sta per posare su di lei, sopraggiungono Blair, Isla e Hadley rivelando che Blair è la principessa Sofia, sopravvissuta all'incidente: infatti la ragazza, dopo che Delancy le pone la corona sulla testa, si trasforma magicamente. Dama Devin, rimproverando rabbiosamente la figlia, rivela involontariamente di essere stata lei a eliminare la cognata per farla divenire principessa, finendo quindi immediatamente arrestata. Blair sceglie poi come sua lady reale proprio Delancy, e in seguito si ricongiunge alla sorella e alla madre adottive, le quali rimangono a vivere nel castello.
(Barbie, dopo i titoli di coda)

## Colonna sonora
Le canzoni della colonna sonora sono pubblicate da Canzoni di Mattel (BMI) e Mattel Rhapsody (ASCAP). Le versioni in italiano sono cantate da Valentina Piccione.
1. You Can Tell She’s A Princess (Chiamala principessa) – 2:44
Scritta da Damon Elliott e Rob Hudnut
Cantata da Reann Peters e Keely Hawkes Pressly
Prodotta da Gabriel Mann
2. On Top Of The World (Sul mondo sarò) – 3:33
Scritta da Amy Powers, Gabriel Mann e Rob Hudnut
Cantata da Rachel Bearer
Prodotta da Gabriel Mann
3. We Rule This School – 2:22
Scritta da BC Smith e Rob Hudnut
Cantata da Simon Wilcox
Prodotta da BC Smith

## Doppiaggio
| Personaggi       | Doppiatore originale | Doppiatore italiano   |
| ---------------- | -------------------- | --------------------- |
| Blair Willows    | Diana Kaarina        | Emanuela Pacotto      |
| Alexandra Privet | Morwenna Banks       | Fabiana Bisulli       |
| Dama Devin       | Nicole Oliver        | Paola Della Pasqua    |
| Delancy Devin    | Brittney Wilson      | Jenny De Cesarei      |
| Porzia           | Ali Liebert          | Stefania De Peppe     |
| Hadley           | Ali Liebert          | Giuliana Atepi        |
| Isla             | Shannon Chan-Kent    | Vanessa Lonardelli    |
| Emily Willows    | Madeleine Peters     | Deborah Morese        |
| Annunciatore     | Lee Tockar           | Luca Sandri           |
| Annunciatrice    | Cathy Weseluck       | Annalisa Longo        |
| Tastiera         | Cathy Weseluck       | Francesca Tretto      |
| Signora Willows  | Ellen Kennedy        | Elda Olivieri         |
| Nicholas         | Vincent Tong         | Luca Sandri           |
| Guardia #2       | Vincent Tong         | Alessandro Fortarezza |
| Brock            | Derek Waters         | Andrea Bolognini      |
| Principe         | Brian Drummond       |                       |
| Guardia          | Brian Drummond       | Alessandro Zurla      |
| Giudice reale    | Brian Drummond       | Alessandro Zurla      |
| Lorraine         | Tabitha St. Germain  | Ludovica De Caro      |
| Grace            | Tabitha St. Germain  | Elisabetta Spinelli   |
| Josette          | Bethany Brown        | Loretta Di Pisa       |
| Wickellia        | Kelly Metzger        | Valentina Arru        |
| Harmony          | Kazumi Evans         | Annalisa Longo        |
| Caprice          | Anna Cummer          | Francesca Tretto      |
| Miranda          | Miranda Ram-Nolte    | Francesca Tretto      |
| Fatina estetista | Rachel Franco        |                       |

## Accoglienza
Nel mercato home-video, il film ha guadagnato complessivamente 10 260 451 $.
Durante la sua prima visione televisiva italiana, avvenuta il 26 novembre 2011 su Italia 1, la pellicola ha attratto 1.614.000 di spettatori, con il 7,09% di share.